# Maria Pozsonec

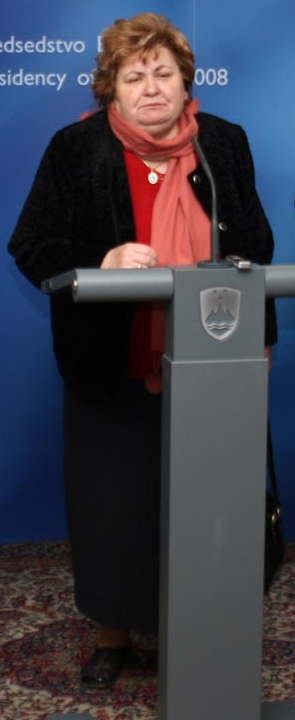
Maria Pozsonec

Maria Pozsonec (Dolga vas (bij Lendava), 16 januari 1940 - aldaar, 4 april 2017) was een politica in Slovenië. Zij was afgevaardigde in het parlement sinds 1990 namens de Hongaarse autochtone minderheid in Slovenië. Pozsonec was van huis uit pedagoge en werkte vanaf 1959 in het tweetalige (Hongaars en Sloveens) onderwijs in Noord-Oost-Slovenië. 
Sinds 1980 was zij actief in de nationaliteitenpolitiek voor de Hongaarse gemeenschap, onder andere als voorzitter en later  vicevoorzitter van de Gemeenschap van Hongaren in Prekmurje. Nadat zij haar eerste mandaat won in 1990 werd zij in 1992, 1996, 2000 en 2004 als parlementsafgevaardigde herkozen. 
Het instituut van een "nationaliteitenafgevaardigde" in Slovenië is gebaseerd op de in de grondwet verankerde zorg voor minderheden. De leden van beide autochtone minderheden (Hongaren en Italianen) nemen zoals alle andere burgers deel aan de verkiezingen voor de 88 parlementsafgevaardigden, maar kiezen daarnaast een nationaliteitenafgevaardigde voor de Hongaarse resp. Italiaanse gemeenschap. Dit aanvullende kiesrecht bestaat onafhankelijk van het aantal in Slovenië woonachtige Hongaren (ca. 8000) resp. Italianen (ca. 3000); er is voor hen dus geen kiesdrempel.
- International Standard Name Identifier: 0000 0001 1411 4576
- Virtual International Authority File: 166936570